# Michal Poletín
Michal Poletín (* 9. června 1991 Praha) je český lední hokejista hrající na postu útočníka.

## Život
V mládí hrával za pražskou Slavii, za kterou nastupoval i v jejích výběrech hráčů do osmnácti nebo do dvaceti let. Před ročníkem 2009/2010 odešel do severní Ameriky, konkrétně do kanadského klubu Regina Pats, který hrál Western Hockey League (WHL). Ještě během sezóny se ale vrátil zpět do České republiky a hrál za výběr Slavie do dvaceti let a hostoval mezi muži Havlíčkova Brodu. Sezónu 2010/2011 sice stále ještě hrál za juniorský tým Slavie, nicméně začal se objevovat i mezi muži tohoto pražského klubu. I během následujícího ročníku (2011/2012) odehrál sice několik utkání jak za juniory a muže Slavie, nicméně zdaleka nejvíce zápasů tu sezónu nastupoval na hostování v Havlíčkově Brodě. V sezóně 2012/2013 hrál převážně mezi muži Slavie a pouze jedno utkání odehrál na havlíčkobrodském hostování. Další dvě sezóny (2013/2014 a 2014/2015) strávil kompletně v mužském výběru Slavie, avšak následující, před níž Slavie spadla o soutěž níž, odešel hostovat do Plzně. Vydržel tam celý ročník a po něm přestoupil do Chomutova. V něm působil dva roky a před sezónou 2018/2019 přestoupil do Zlína, odkud navíc během ročníku hostoval ve Vítkovicích. Sezónu 2019/2020 odehrál za Jihlavu a začal v jejích barvách i následující (2020/2021). Během ní ale odešel na hostování do Zlína a nakonec přestoupil do pražské Slavie, protože jihlavský klub, kterému v té době patřil, potřeboval ušetřit finanční prostředky a ve Zlíně o něj nejevili zájem.